# Günter Sebert
Günter Sebert (ur. 29 maja 1948 w Mannheimie) – niemiecki piłkarz, a także trener.

## Kariera piłkarska
Przez całą swoją karierę Sebert występował w zespole SV Waldhof Mannheim. W latach 1956–1966 był zawodnikiem ekip juniorskich, a następnie został włączony do pierwszej drużyny Waldhofu, występującej w Regionallidze (grupa Süd). W sezonie 1969/1970 wraz z zespołem spadł do Amateurligi (grupa Nordbaden), jednak w sezonie 1970/1971 awansował z nim z powrotem do Regionalligi. Z kolei od sezonu 1974/1975 występował z Waldhofem w rozgrywkach nowo utworzonej 2. Bundesligi, a w sezonie 1982/1983 awansował z niej do Bundesligi. W lidze tej zadebiutował 13 sierpnia 1983 w wygranym 2:0 meczu z Werderem Brema, natomiast 29 października 1983 w wygranym 4:1 pojedynku z Borussią Dortmund strzelił swojego pierwszego gola w Bundeslidze. Po sezonie 1986/1987 Sebert zakończył karierę.
W Bundeslidze rozegrał 128 spotkań i zdobył 13 bramek.

## Kariera trenerska
Karierę szkoleniową Sebert rozpoczął jako asystent trenera SV Waldhof Mannheim, grającego w Bundeslidze. W 1988 roku został samodzielnym szkoleniowcem Waldhofu. W sezonie 1989/1990 zajął z nim 17. miejsce w Bundeslidze i spadł do 2. Bundesligi. W Waldhofie pracował do września 1991. W kolejnych latach prowadził inne zespoły 2. Bundesligi – Herthę BSC, Stuttgarter Kickers oraz 1. FC Nürnberg, a w październiku 1996 wrócił do Waldhofu Mannheim, który tym razem trenował do marca 1997.
Następnie Sebert prowadził VfR Mannheim (Regionalliga), SSV Jahn Regensburg (Regionalliga), TuS Celle FC (VI liga) oraz SV Sandhausen (Oberliga), który był jego ostatnim klubem w karierze. W późniejszym czasie był już tylko dyrektorem sportowym Waldhofu Mannheim.